# Ooencyrtus alvaroi
Ooencyrtus alvaroi is een vliesvleugelig insect uit de familie Encyrtidae. De wetenschappelijke naam is voor het eerst geldig gepubliceerd in 2010 door Noyes.